# 普莱西圣伯努瓦
普莱西圣伯努瓦（法語：Plessis-Saint-Benoist，法語發音：[plɛsi sɛ̃ bənwa] ⓘ）是法国法兰西岛大区埃松省的一个市镇，属于埃唐普区。

## 地理
普莱西圣伯努瓦（48°26'36"N, 2°0'21"E）面积9.16 平方千米，位于法国法蘭西島大區埃松省，该省份为法国北部内陆省份，北起上塞纳省和马恩河谷省，西接厄尔-卢瓦省和伊夫林省，南至卢瓦雷省，东临塞纳-马恩省。
与普莱西圣伯努瓦接壤的市镇（或旧市镇、城区）包括：里沙维尔、欧通拉普莱讷、布泰尔维利耶、沙洛圣马尔、梅罗贝尔、圣埃斯科比耶。

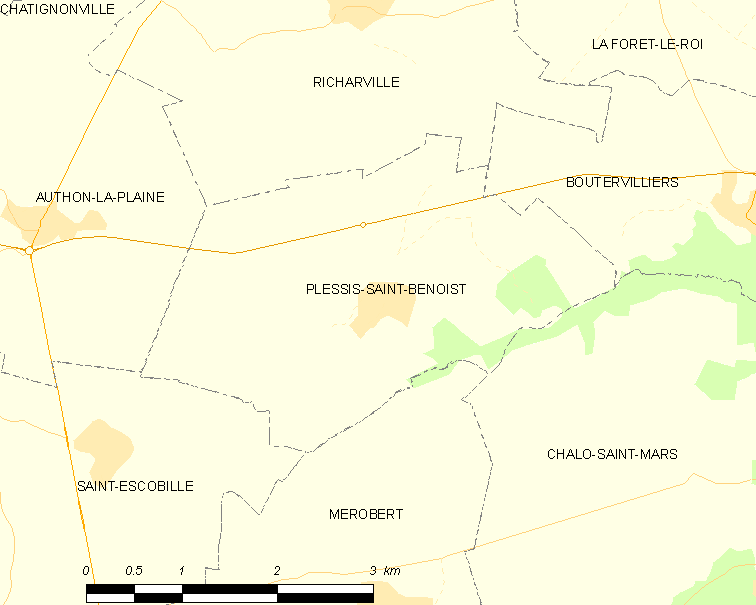
普莱西圣伯努瓦的OSM定位图

普莱西圣伯努瓦的时区为UTC+01:00、UTC+02:00（夏令时）。

## 行政
普莱西圣伯努瓦的邮政编码为91410，INSEE市镇编码为91495。

## 政治
普莱西圣伯努瓦所属的省级选区为埃唐普县。

## 人口

1962-2008年间普莱西圣伯努瓦人口变化图示

普莱西圣伯努瓦于2022年1月1日时的人口数量为327人。